# Tomboló Hold
A Tomboló Hold Kaszás Attila egyetlen szólóalbuma, mely 1998-ban jelent meg a BMG Ariola gondozásában. A Még egy… és Úgy néztél rám tegnap című számokhoz videóklip is készült.

## Dalok listája
| 1.    | Helló Hold!            | Kaszás Attila      | Fekete „Samu” Tibor | 3:26 |
| 2.    | Még egy…               | Sztevanovity Dusán | Presser Gábor       | 4:57 |
| 3.    | Síremlék               | Kaszás Attila      | Fekete „Samu” Tibor | 3:38 |
| 4.    | Csillagséta            | Kaszás Attila      | Fekete „Samu” Tibor | 3:29 |
| 5.    | Álomhadsereg           | Kaszás Attila      | Skuta Miklós        | 3:16 |
| 6.    | Ballada                | Kaszás Attila      | Skuta Miklós        | 4:33 |
| 7.    | 100 év                 | Kaszás Attila      | Fekete „Samu” Tibor | 3:28 |
| 8.    | Barbie                 | Kaszás Attila      | Závodi Gábor        | 4:24 |
| 9.    | Végtelen Kékség        | Kaszás Attila      | Gerendás Péter      | 4:14 |
| 10.   | Fagyi                  | Kaszás Attila      | Skuta Miklós        | 4:08 |
| 11.   | Úgy néztél rám tegnap  | Kaszás Attila      | Skuta Miklós        | 3:25 |
| 12.   | Szavak nélkül          | Sztevanovity Dusán | Presser Gábor       | 5:17 |
| 13.   | Mama                   | Kaszás Attila      | Fekete „Samu” Tibor | 4:04 |
| 14.   | Elfelejtett bosszanova | Kaszás Attila      | Skuta Miklós        | 3:40 |
| 55:57 |                        |                    |                     |      |

## Résztvevők
- Zenei rendező: Závodi Gábor
- Hangmérnökök, keverés: Fekete „Samu” Tibor, Reményi László
- Fotók: Kovács Zita
- Borítóterv és grafika: Somarjai Kiss Tibor

Előadók
- Fekete „Samu” Tibor: billentyűs hangszerek (1, 3, 4, 7, 13), basszus (1, 3, 4, 7, 10, 13), dobprogram (1, 3, 4, 7, 13)
- Presser Gábor: billentyűs hangszerek (2, 12), vokál (2), basszus (12), dobprogram (12)
- Skuta Miklós: billentyűs hangszerek (5, 6, 10, 11, 14), programozás (5, 6)
- Závodi Gábor: vokál (5, 12), billentyűs hangszerek (8, 9), basszus (8, 9), dobprogram (8, 9)
- Madarász Gábor: gitár (1, 2, 3, 4, 6, 7, 8, 9, 10, 11, 12, 13), akusztikus gitár (1, 2, 3, 6, 7, 8, 9, 10, 11, 12, 13)
- Sipeki „Pipi” Zoltán: akusztikus gitár (4, 5, 14), gitár (5)
- Comba Imre: harmonika (10)
- Hárs Viktor: bőgő (14)
- Solti János: dobok (1, 2, 3, 4, 5, 12, 13)
- Szentmihályi „Michael” Gábor: dobok (6, 8)
- Dorozsmai Péter: dobprogram (10), ütőhangszerek (14)
- Reményi László: dobprogram (11)
- Czerovszky Henriett: vokál (1, 2, 3, 5, 6, 7, 8, 9, 10, 11, 12, 13), ének (4)
- Bársony Attila: vokál (1, 2, 3, 5, 6, 7, 8, 9, 10, 11, 12, 13)